# Charles Georges Leroy
Pour les articles homonymes, voir Leroy.
Charles Georges Leroy, né  le 22 janvier 1723 et mort le 11 novembre 1789, est l’auteur d’un des premiers ouvrages sur le comportement animal.
Il est lieutenant des chasses royales. Il est l’ami de Denis Diderot (1713-1784), de Jean le Rond d'Alembert (1717-1783) et de Claude-Adrien Helvétius (1715-1771). Il commence à faire paraître, sous forme de lettres et sous le pseudonyme du « physicien de Nuremberg », des textes sur le comportement et la sensibilité des animaux. La dernière version de ceux-ci parait dans l’Encyclopédie méthodique en 1793. 
La parution de son livre est annoncée dans l'Ambigu, édité à Londres, dans le n° 22, volume III, de 1803. Jean-Gabriel Peltier y fait un commentaire où il pense que le problème de l'intelligence des animaux sera encore longtemps le secret de la providence.
Le texte est réédité en 2006 et accompagné par une biographie de Leroy.

## Orientation bibliographique
- Charles Georges Leroy (1768). Lettres philosophiques sur l'intelligence et la perfectibilté des animaux, avec quelques lettres sur l'homme, The Alden Press, Oxford 1994.  (ISBN 0729404722)
- Réflexions sur la jalousie, pour servir de commentaire aux derniers ouvrages de M. de Voltaire (1772). Lire en ligne. Voltaire répondit par une Lettre sur un écrit anonyme. Lire en ligne.
- Charles Georges Leroy (2006). L'intelligence des animaux, Ibis Press.  (ISBN 2910728544)